# Человек планеты, любящий мир
Человек планеты, любящий мир (кор. 평화를 사랑하는 세계인으로) — это автобиография Мун Сон Мёна, вышедшая в 2009 году и рассказывающая об истории его жизни и становлении его глобального движения.

## История
Первоначально книга была выпущена на корейском языке 9 марта 2009 г. издательством Гимм-Ёнг Паблишерс. В 2010 году была переведена на английский язык под названием Peace Loving Global Citizen и на 16 других языков, включая русский. Книга выдержала два издания на английском языке, выпущенным Фондом Вашингтон Таймс, к последнему из которых были добавлены 10 страниц с фотографиями. В 2011 году книга вышла на азербаджанском языке, в 2012 — на грузинском. Всего книга была переведена более, чем на 30 языков. В 2020 году книга вышла в аудио-формате.

## Содержание
Книга содержит ряд прежде не публиковавшихся воспоминаний Мун Сон Мёна о деталях его личных встреч и общении с Михаилом Горбачевым и Ким Ир Сеном. Так же книга содержит основные мировоззренческие идеи Муна. Среди прежде неизвестных эпизодов книги описаны подходы Муна в ранние годы его работы в США к антикоммунистической деятельности. Некоторые обозреватели предполагают, что книга написана не самим Муном.

## Сюжет
Действие книги происходит в Северной и Южной Корее, а также в США. Основные события описываются Муном и сопровождаются его оценками и рассказами о своих переживаниях:

#### ПИЩА — ЭТО ВЫРАЖЕНИЕ ЛЮБВИ
В детстве Мун Сону Мёна часто носил на спине его отец, что приносило ему радость. В 1920-х годах его прадед выразил надежду на помощь людям по всей Корее. Брат его дедушки, Юн Гук, участвовал в Движении за независимость и считал, что умереть за страну — великое благо. Таким образом, Мун, известный как «маленькие глазки» из дома Осан, выбрал праведный путь.

#### РЕКА ЛЮБВИ, ПОЛНАЯ СЛЕЗ
Иисус предложил Муну специальную миссию: избавить Бога от страданий, вызванных человеческими грехами. Несмотря на отсутствие средств, Мун Сон Мён объехал всю Корею и увидел отчаяние народа. Во время учёбы в Японии он пережил трудности, но понял Божью волю. Участвуя в Движении за независимость, он был арестован и осужден в трудовой лагерь. Следуя воле Бога, он отправился в Пхеньян, где также сталкивался с трудностями и лишениями. Однако он продолжал следовать своему призванию.

#### САМЫЙ СЫТЫЙ ЧЕЛОВЕК НА СВЕТЕ
В 1951 году в лагере беженцев в Бусане Мун составил первый набросок Божественного Принципа, учения Церкви объединения. В Помнеколе он построил хижину и учредил первую церковь. В 1954 году он прикрепил табличку с надписью «Ассоциация Святого духа за объединение мирового христианства» к зданию в районе Пукхак-донг в Сеуле. Церковь не принадлежала ни к одной религиозной конфессии. Спустя два месяца они начали свидетельствовать в студенческих городках, особенно в университетах Ифа и Ёнсэ. Число последователей быстро росло. Руководство университетов уволило 5 профессоров и отчислило 14 студентов, считая церковь еретическим культом. Мун был заключен в тюрьму Содемун, но через три месяца оправдан и освобожден.

#### ВЕСЬ МИР — АРЕНА ДЛЯ НАШИХ ДЕЙСТВИЙ
Для выполнения своей миссии, Мунпоставил задачу расширить деятельность на мировом уровне. В 1958 году он направил миссионеров в Японию, в 1959 году — в США и другие страны мира. В 1963 году он основал танцевальную труппу «Маленькие ангелы», предназначенную стать мостиком к миру. Перед введением поправки к конституции, запрещающей покидать Корею, Мун Сон Мён улетел в США. Выступая в Конгрессе США и по всей стране, он внедрял идеи нравственной революции в сознание американцев. В 1976 году 300 тысяч человек собрались у памятника Вашингтону, и многие СМИ опубликовали его фотографии, описывая как борца за возрождение в 1970-х годах. Тем не менее, Мун был снова заключен в тюрьму в США. Вместо того чтобы покинуть страну и избежать тюрьмы, он решил отправиться в исправительное учреждение в Данбери.

#### В ИСТИННОЙ СЕМЬЕ ВЫРАСТАЮТ НАСТОЯЩИЕ ЛЮДИ
В учении Муна семья считается основой для создания мира. Он проповедовал о том, что практика истинной любви, основанной на верности супругу, способна создать истинные семьи. В апреле 1960 года он вступил в брак с Хак Ча Хан, и у них появилось 14 детей. Несмотря на трудности в воспитании большого числа детей, они стремились создать образцовую семью, демонстрируя, что семья — ключ к построению мира.

#### ПРОДОЛЖАЙТЕ ЛЮБИТЬ, И ЕДИНСТВО ПРИДЕТ
Миссия Муна была посвящена построению мира между религиями и во всем мире. В 1985 году он провозгласил конец коммунизма. В апреле 1990 года он встретился с президентом Горбачевым и попросил предоставить Советскому Союзу религиозную свободу. В 1991 году Советский Союз распался. В ноябре 1991 года Мун встретился с президентом Северной Кореи Ким Ир Сеном и подчеркнул, что кровь гуще, чем вода, и что нужно следовать Божизму или теологии головного крыла. Северная Корея подписала декларацию о создании безъядерной зоны на Корейском полуострове, а президент Ким поручил Муну участие в экономическом развитии Северной Кореи.

#### БУДУЩЕЕ КОРЕИ — БУДУЩЕЕ ВСЕГО МИРА
В 2004 году после 34 лет отсутствия, Мун вернулся в Корею, считая, что Корейский полуостров принесет благословение для возрождения человеческой цивилизации. Его цель — построить мир любви и гармонии на Земле. Он активно участвовал в образовании, культурных исследованиях, океаническом исследовании, и работе по сохранению природы. В течение более двадцати лет он предпринимал действия для решения проблем нищеты и нехватки энергии. Мун организовал проекты, такие как международное шоссе мира и подводный туннель между Кореей и Японией, в надежде на объединение мира. Он мечтает о наступлении эпохи культурной революции, где люди будут жить в гармонии.

## Прием
В октябре 2009 года Мун Сон Мён устроил званый вечер для 1300 высокопоставленных гостей в честь выхода в свет его автобиографии-бестселлера, на котором Нил Буш выступал с поздравительной речью. Также среди гостей присутствовал Вице-премьер-министр и министр образования и людских ресурсов Республики Корея. После кончины Муна книга осталась как его главное автобиографическое произведение, хотя был целый ряд его публичных выступлений и текстов о своей жизни и ранее. Книга

## Рейтинги
Книга дебютировала третьим номером в списке бизнес-бестселлеров Республики Кореи, а по состоянию на 14 октября 2009 года заняла 15-ю строчку в общем списке бестселлеров страны и продолжала входить в списки лучших бестселлеров в различных списках. Критики утверждали, что рейтинги книги были искусственно завышены за счет побуждения последователей Церкви объединения к её массовой покупке и дальнейшей бесплатной раздаче.

## Интересные факты
Выход книги совпал с конфликтом в Движении объединения о будущем наследовании роли его основателя, в ходе которого несколько детей Мун Сон Мёна основали свои организации и вышли из его подчинения.
Книга цитируется в произведении Григория Рыжова «Фантастика и мифы Урала. Фэнтези», изданном в 2022 году и «Назад в прошлое. Прыжок в будущее». Фрагменты упоминаются Ильясом Мукашёвым в издании «Перекресток цивилизаций» в 2022 году. Так же Олег Кузьмин упоминает книгу в публикации «Божии уроки», «В поисках любви и счастья» и «Ежедневные поучительные истории». Николае Карпати ссылается на книгу в издании «Яндекс беда», вышедшем в 2023 году.